# Château-Bernard
Château-Bernard ist eine französische Gemeinde mit 286 Einwohnern (Stand: 1. Januar 2022) im Département Isère in der Region Auvergne-Rhône-Alpes (vor 2016 Rhône-Alpes). Sie gehört zum Arrondissement Grenoble und zum Kanton Matheysine-Trièves. 

## Geographie
Die Gemeinde Château-Bernard liegt etwa 26 Kilometer südsüdwestlich von Grenoble auf einer Hochebene im Vercors-Gebirge. Im Nordwesten reicht das Gemeindegebiet auf die Kammlagen des Massivs jenseits der Baumgrenze bis zum 2284 m hohen Felsgipfel der La Grande Moucherolle, dem höchsten Punkt der Gemeinde. Umgeben wird Château-Bernard von den Nachbargemeinden Villard-de-Lans im Norden, Le Gua im Nordosten, Miribel-Lanchâtre im Osten, Saint-Guillaume im Südosten und Süden, Saint-Andéol im Süden und Südwesten sowie Corrençon-en-Vercors im Westen und Nordwesten.

## Bevölkerungsentwicklung
| Jahr                       | 1962 | 1968 | 1975 | 1982 | 1990 | 1999 | 2006 | 2012 | 2021 |
| -------------------------- | ---- | ---- | ---- | ---- | ---- | ---- | ---- | ---- | ---- |
| Einwohner                  | 125  | 107  | 147  | 131  | 134  | 168  | 265  | 289  | 278  |
| Quellen: Cassini und INSEE |      |      |      |      |      |      |      |      |      |

## Sehenswürdigkeiten
- Kirche Saint-Laurent
- Burg aus dem 12. Jahrhundert